# Kočka leze dírou
Kočka leze dírou je česká lidová píseň a říkadlo. Traduje se, že její melodii použil Bedřich Smetana ve své symfonické básni Vltava, jiní to však zpochybňují a tvrdí, že hudební motiv (použitý také v izraelské hymně) pochází ze švédské písně Ack, Värmeland. Jedná se nicméně o starý hudební motiv známý pod názvem Mantovana.

## Text
Kočka leze dírou, pes oknem, pes oknem,

Nebude-li pršet nezmoknem.

A když bude pršet zmokneme, zmokneme,

na sluníčku zase uschneme.

### Jiná verze druhé sloky
Pes už vylez oknem, kočka ne, kočka ne,

kdo zůstane doma, nezmokne.

## Notový zápis
Zvukový soubor  play